# GO! (album)
GO! er det fjerde studiealbum fra den danske pop/rock-gruppe Love Shop, der udkom den 31. maj 1997 på Pladecompagniet.
Love Shop blev nomineret til Årets danske gruppe og Årets danske popudgivelse ved Dansk Grammy 1998. Go! havde i 2001 solgt 15.000 eksemplarer, hvilket gør det det bedst sælgende Love Shop-album.

## Spor
Alt tekst skrevet af Jens Unmack, alt musik komponeret af Hilmer Hassig og Jens Unmack, undtagen hvor noteret.
| #   | Titel                          | Længde |
| --- | ------------------------------ | ------ |
| 1.  | "Love Goes on Forever"         | 3:12   |
| 2.  | "Copenhagen Dreaming"          | 4:07   |
| 3.  | "Fremmedlegionær"              | 4:55   |
| 4.  | "Weekender"                    | 3:42   |
| 5.  | "Sendt fra Himlen"             | 4:44   |
| 6.  | "Fan Star"                     | 4:39   |
| 7.  | "Vi blinker så hurtigt vi kan" | 7:22   |
| 8.  | "Glimmer Show"                 | 4:43   |
| 9.  | "Aluminium Go!"                | 3:20   |
| 10. | "Hvorhen? Hvordan? Hvornår?"   | 8:46   |

2007 genudgivelse: CD2
| 1.  | "Langebro" (musik: Trad. / tekst: Kim Larsen, Wili Jønsson, Franz Beckerlee) | 5:51 |
| 2.  | "Ind i dig"                                                                  | 4:18 |
| 3.  | "SOS"                                                                        | 3:39 |
| 4.  | "Højre hånd"                                                                 | 1:59 |
| 5.  | "#1"                                                                         | 4:22 |
| 6.  | "Checker din puls"                                                           | 4:54 |
| 7.  | "Bronte Beach"                                                               | 3:35 |
| 8.  | "Rocknrollpersoner"                                                          | 4:05 |
| 9.  | "23:59"                                                                      | 4:11 |
| 10. | "Weekender" (demo)                                                           | 3:50 |
| 11. | "Love Goes on Forever" (demo)                                                | 2:14 |

| 12. | "SG" (live)              | 4:19 |
| 13. | "Havana Song" (live)     | 2:26 |
| 14. | "SOS" (live)             | 3:37 |
| 15. | "Stilleben" (live)       | 1:27 |
| 16. | "Weekender" (live)       | 3:30 |
| 17. | "Højre hånd" (live)      | 1:59 |
| 18. | "Mobile Homeboy" (live)  | 1:51 |
| 19. | "Fremmedlegionær" (live) | 4:45 |
| 20. | "Ind i dig" (live)       | 4:11 |

## Medvirkende
- Jens Unmack – sang, tekst, musik
- Hilmer Hassig – guitar, bas, keyboard, kor, percussion, musik, teknik, producer, mixer
- Henrik Hall – mundharpe, fløjte, moog, kor, percussion, co-leadvox (spor 6)
- Kasper Voss – trommer (spor 3, 8)
- Thomas Duus – trommer (spor: 1, 2, 5, 6, 7, 10), percussion
- Asger Steenholdt – bas (spor 7), outro
- Jimmy Jørgensen – kor
- Gorm Ravn-Jonsen – kor (spor 5, 8)
- Christina Geisnæs – kor (spor 1, 2, 7)
- Peter Michael Jensen – wurlitzer (spor 4, 9)
- Jan Eliasson – mastering

## Hitlister
| Hitliste (1997) | Højeste placering |
| --------------- | ----------------- |
| Danmark         | 13                |

| Hitliste (2017) | Højeste placering |
| --------------- | ----------------- |
| Danmark         | 35                |